# あー夏休み
「あー夏休み」（あーなつやすみ）はTUBEの楽曲で11枚目のシングル。1990年5月21日に発売された。規格品番：8センチCD（CSDL3104）CT（CSSL3104）CDV（CSFM7022）。
同年6月21日には「あー夏休み オリジナル・カラオケ」CD（CSDL3127）を発売。

## 概要
「あー夏休み」は、JT「SomeTime LIGHTS」のCMソングで累計売上は約20万枚を記録。ジャケットは、オーストラリアの画家、ケン・ドーンのイラストが使用された。
2013年7月には、1992年のライヴ映像を元にリクルートホットペーパーグルメのCMソングに使用された。
2021年7月には、前田亘輝が出演するサントリーフーズ「GREEN DA・KA・RA やさしい麦茶」CMソングに採用された。CMでは、前田が「晴れ空マエダくん」役で出演し、オリジナル歌詞（替え歌）を歌唱している。
「アー夏休み」は、誤表記。
カップリング曲の「AQUARIAN GIRL」はカセット、CDが廃盤になって以降、長い間アルバム未収録で入手困難な状況が続いたが、2025年5月31日に各配信サイトでのダウンロード配信及びサブスクリプション配信が開始された。

## エピソード
1990年のシングル曲制作では、当初3作目のシングル曲「シーズン・イン・ザ・サン」（1986年）、5作目のシングル曲「SUMMER DREAM」（1987年）等を踏襲する流れのシングル曲を予定し、アルバム『N・A・T・S・U』に収録されている「N・A・T・S・U」を第一候補に、「THE SURFIN'IN THE WIND」を第二候補に1990年のシングル曲にする予定であったという。しかし音楽プロデューサーの長戸大幸はそれらを全て反対し、長戸自らギターをTUBEの目の前で弾き語りを披露。「このような曲、おまえたち作れないか?」とTUBEに打診する。その長戸の提案にTUBEは納得がいかず反対であった。楽曲制作では前田が「Oh! Summer Holiday」という歌詞を完成させたが、これも長戸に却下される。TUBEに葛藤があったというが、完成した曲は題名を日本語の「あー夏休み」に替えると長戸は一発OKを出したため、前田はやけくそで歌詞をすべて書き直した。すると「衣装は浴衣でいこう」と売り方までも指示された。TUBEは長戸の指示とシングル曲との方向性に納得がいかずに解散を覚悟したという。長戸は吉田拓郎ファンの自分が「拓郎の『夏休み』のイメージを前田に伝え、タイトルも『夏休み』から付けた」と話している。楽曲制作での葛藤に関する話題は、2010年に「TUBE、「あー夏休み」で解散危機」と題し、『ミュージックステーション』（テレビ朝日系）内のトークで当時を振り返った。
2003年にsnappeas、2005年にはS.T.F feat sean＆Kimがアルバム『ビキニトランス』でカバー。
2014年7月に発表された音楽雑誌『CD&DLでーた』内の「夏ソングランキング」で「あー夏休み」が1位を獲得している。

## 収録曲
| 全作詞: 前田亘輝、全編曲: TUBE。 |                   |           |                    |      |
| #                                | タイトル          | 作詞      | 作曲               | 時間 |
| 1.                               | 「あー夏休み」    | 前田亘輝  | 春畑道哉・前田亘輝 | 4:44 |
| 2.                               | 「AQUARIAN GIRL」 | 前田亘輝  | 春畑道哉           | 4:38 |
| 合計時間:                        | 合計時間:         | 合計時間: | 9:22               |      |

| 全作詞: 前田亘輝、全編曲: TUBE。 |                                          |           |                    |      |
| #                                | タイトル                                 | 作詞      | 作曲               | 時間 |
| 1.                               | 「あー夏休み」                           | 前田亘輝  | 春畑道哉・前田亘輝 | 4:44 |
| 2.                               | 「あー夏休み (オリジナル・カラオケ)」    | 前田亘輝  | 春畑道哉・前田亘輝 | 4:44 |
| 3.                               | 「AQUARIAN GIRL」                        | 前田亘輝  | 春畑道哉           | 4:38 |
| 4.                               | 「AQUARIAN GIRL (オリジナル・カラオケ)」 | 前田亘輝  | 春畑道哉           | 4:38 |
| 合計時間:                        | 合計時間:                                | 合計時間: | 18:44              |      |

## 収録アルバム
- N・A・T・S・U (#1)
- TUBEst II (#1)
- TUBEst III (#1、Re-newed)
- BEST HIT BEING (#1)
- MIX TUBE-Remixed by Piston Nishizawa-（#1・リミックス）
- Best of TUBEst 〜All Time Best〜 (#1)
- 35年で35曲 “夏と恋” ～夏の数だけ恋したけど～（#1、リミックス）
- All Singles TUBEst -Blue- (#1)

## タイアップ
あー夏休み
- JT「SomeTime LIGHTS」 CMソング
- リクルート「ホットペーパーグルメ」 CMソング (2013年)
- サントリーフーズ「GREEN DA・KA・RA やさしい麦茶」CMソング (2021年)